# 後壠底
後壠底，是臺灣苗栗縣後龍鎮的一個傳統地域名稱，位於該鎮南部，大致為龍坑東北半部。

## 歷史
台灣清治末期至日治初期，後壠底地區為一街庄，稱為「後壠底庄」，隸屬於苗栗一堡。該庄昔日北隔後龍溪與後壠庄為界，東與西山庄為鄰，南邊與南勢坑庄為鄰，西南邊及西邊隔後龍溪支流南勢溪分別與十班坑庄、公司藔庄為界。
1901年（日治明治三十四年）11月，全台廢縣廳改設二十廳，該庄隸屬於苗栗廳。1909年（明治四十二年）10月，合併二十廳為十二廳，該庄改隸屬於新竹廳。1920年（大正九年），廢十二廳改設五州二廳，該庄改制為「後壠底」大字，隸屬於新竹州竹南郡後龍庄。
戰後後龍庄改制為後龍鄉，隸屬於新竹縣，大字亦改制為村。1950年桃、竹、苗分治，後龍鄉改隸屬於苗栗縣。1951年，後龍鄉升格為後龍鎮，村改制為里。

## 聚落
本地區發展較早的聚落為後壠底，在日治期初期的官方地圖上已有記載。此外，本地區尚有松仔腳、烏土坪、埔仔頂、崩崁頂、山頂等聚落。
本地區宗教場所包括後壠底太龍宮:199、松仔腳善光寺:80等。

## 交通
台鐵海線是台灣西部鐵路竹南至彰化間的幹線，大致以東北—西南走向轉東西向經過後壠底地區西北端。境內未設站，東北側最近的是後龍車站，屬三等站，一天僅有兩班次自強號不停靠外，其餘各級列車均有停靠；西南側最近的是龍港車站，屬招呼站，僅停靠區間車。由此等車站可前往台鐵沿線各地。
國道3號又稱「福爾摩沙高速公路」，是貫穿台灣西部的兩條縱向高速公路之一，大致以東北—西南走向蜿蜒經過後壠底地區中部偏西地帶。境內西南部省道台6線交會口設有後龍交流道，由此進入可快速前往台灣西部國道3號沿線各地。
省道台1線又稱「縱貫公路」，是台北至屏東楓港的傳統幹道，大致以縱向轉北北東—南南西走向經過本地區西北部。由該道路向北轉東北可前往後龍市區、造橋談文、頭份、香山等地，向南南西可前往西湖、通霄、苑裡、大甲等地。
省道台6線又稱「舊後汶公路」、「龍汶公路」，是後龍龍港至大湖溫泉口的幹道，大致先西北—東南走向經過本地區西南部，再以西南—東北走向經過本地區東南端。由該道路向西北可前往十班坑、龍港並止於省道台61線（西部濱海快速公路）後龍交流道及縣道119號路口，向東北繞經苗栗市區東側外環道後轉南可前往公館、獅潭桂竹林、汶水並止於省道台3線路口。